# Александр Вюртембергский (1804—1885)

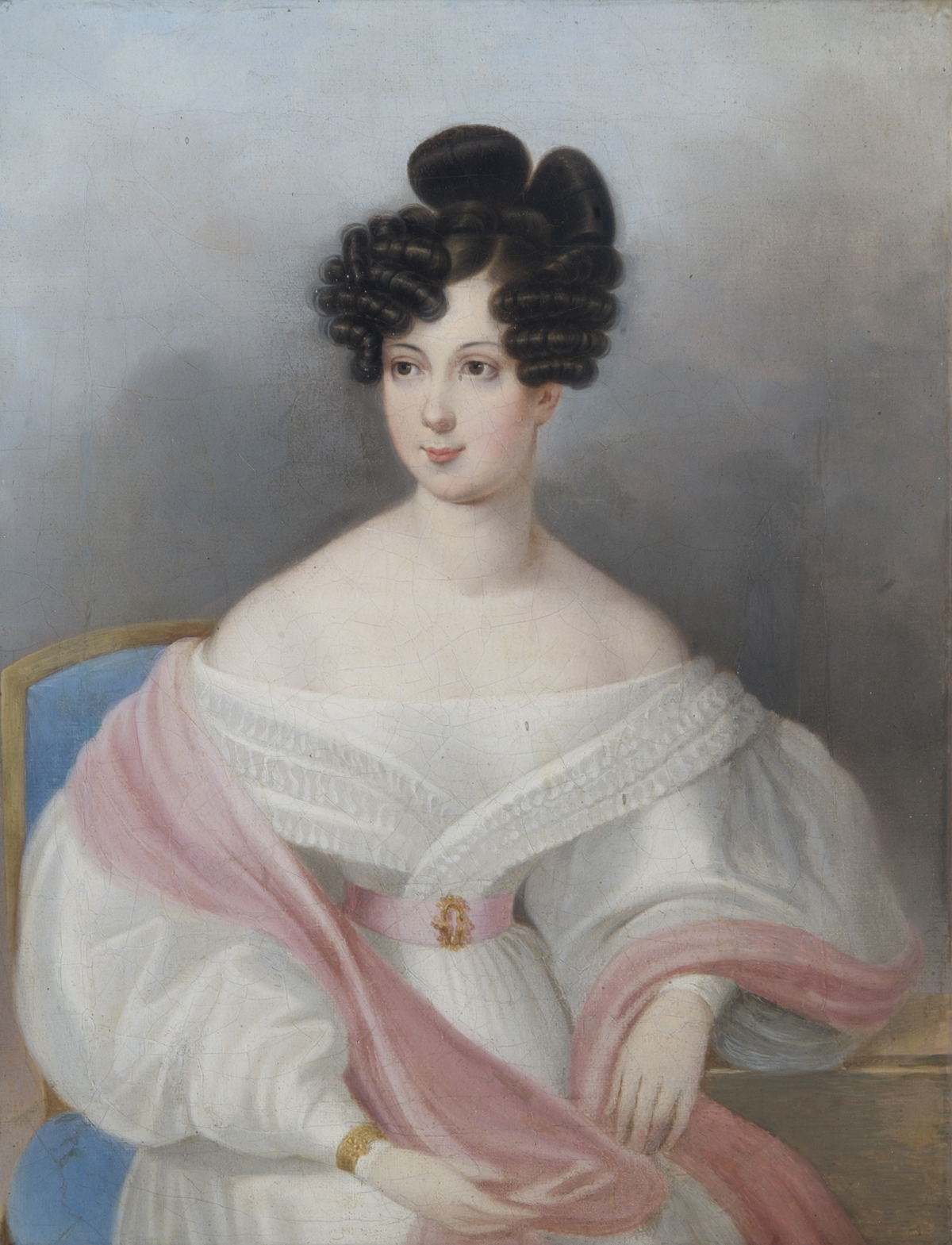
Супруга, графиня Клаудина Редеи фон Киш-Реде (1812—1841)

Александр Пауль Людвиг Константин Вюртембергский (нем. Alexander Paul Ludwig Konstantin von Württemberg; 9 октября 1804, Санкт-Петербург, Российская империя — 4 июля 1885, Лашко (ныне Словения)) — князь Вюртембергский, генерал австрийской имперской армии. Основатель линии герцогов Текских.

## Биография
Происходил из Вюртембергского дома. Сын принца Людвига Вюртембергского от второго брака с Генриеттой Нассау-Вейльбургской.
Его отец был братом короля Вюртемберга Фридриха I (1754—1816) и российской императрицы Марии Фёдоровны, жены Павла I.
2 мая 1835 женился на венгерской графине Клаудине Редеи фон Киш-Реде (1812—1841). Этот брак был признан морганатическим. Графиня получила наследственный титул графини Гогенштейн (Hohenstein) и умерла в 1841 году в результате травм, полученных при падении с коня во время парада кавалерийского гарнизона Птуй в Словении, которым командовал князь Александр.
Потрясенный трагической смертью супруги, князь Александр стал психически неуравновешенным и оставался таким до конца жизни.
Кавалер Большого креста ордена Вюртембергской короны.

## Дети
От брака с графиней Клаудиной Редеи фон Киш-Реде имел трех детей:
- Франц, герцог Текский (1837—1900), отец Марии Текской, супруги британского короля Георга V, матери Эдуарда VIII и Георга VI.
- Клаудина (1836—1894),
- Амелия (1838—1893).

В соответствии с правилами морганатических браков, дети унаследовали титул своей матери — графов (графинь) Гогенштейн, и не имели никаких прав на наследство своего отца. В 1863 году король Вюртемберга Вильгельм I пожаловал детям князя Александра титул герцогов Текских.